# Stazione di Castellina in Chianti-Monteriggioni
Stazione di Castellina in Chianti-Monteriggioni vasútállomás Olaszországban, Monteriggioni településen.

## Vasútvonalak
Az állomást az alábbi vasútvonalak érintik:
- Toszkánai Központi Vasút

## Kapcsolódó állomások
A vasútállomáshoz az alábbi állomások vannak a legközelebb:
- Stazione di Poggibonsi-San Gimignano
- Stazione di Badesse